# 交换 (歌曲)
《交换》是中国大陆男歌手周深为电视剧《乌鸦小姐与蜥蜴先生》演唱的主题曲与片尾曲。2021年4月26日作为数字单曲发布，后收录于录音室专辑《乌鸦小姐与蜥蜴先生 影视原声带》。此曲获得QQ音乐巅峰人气榜日榜冠军、巅峰飙升榜日榜冠军，酷我音乐新歌榜日榜冠军、影视金曲榜日榜冠军，酷狗音乐华语新歌榜日榜冠军，新鲜音乐流行歌曲榜日榜冠军。

## 背景和风格
《乌鸦小姐与蜥蜴先生》是一部2021年都市爱情奇幻剧，周深演唱的歌曲《交换》是其主题曲，并作为片尾曲在剧集末尾播放。歌曲于2021年4月26日在音乐平台作为单曲发布，5月18日收录于专辑《乌鸦小姐与蜥蜴先生 影视原声带》。
喜马拉雅FM《环球音乐榜》推荐了这首歌曲：“这首主题曲，在命运交替中迷失，在迷失中向前。周深用他独具特色的唱腔，将这首歌的深情演绎，冥冥之中注定与你相遇。”
飛碟電台夜光家族的《宝藏周记》第43期节目中，主持人光禹亦介绍了歌曲《交换》：“交换一上架，也是第一名哦。一个周深的吟唱不够，一定要有两个。两倍周深的吟唱，绝美。”
2021年5月22日CCTV-15的《音乐周刊》节目介绍了这首歌，引用歌词并评论道：“周深用他独具特色的唱腔，将这首歌娓娓道来”。

## 创作者
以下内容整理自豆瓣音乐及QQ音乐：
- 演唱：周深
- 作词：王韵韵/大媛
- 作曲：Daryl K王凯玉/秋小天
- 编曲：Daryl K王凯玉
- 制作人：Daryl K王凯玉
- 制作助理：郭舒文
- 电吉他：Calvin C常悦
- 木吉他：雷十一
- 贝斯：郑骅骅
- 乐谱制作：贾曦葶
- 弦乐监制：李朋
- 弦乐：国际首席爱乐乐团
- 和声：周深
- 录音师：徐威
- 录音室：52Hz Studio(Shanghai)
- 人声编辑：徐威
- 混音：周天澈
- 混音室：Studio 21A
- 母带：Mike Bozzi
- OP：RYCE Publishing Group 白米范文化传播有限公司
- 出品人：周浩
- 版权提供：上海腾讯企鹅影视文化传播有限公司/天浩盛世娱乐文化有限公司
- 特别鸣谢：周深工作室

## 排行榜
以下内容未单独列出来源的均来自周深数据播报站记录的音乐平台APP截屏。
| 歌曲名称      | 排行榜 （2021年）     | 种类   | 最高排名 |
| ------------- | --------------------- | ------ | -------- |
| 《交换》 周深 | QQ音乐巅峰人气榜      | 日榜   | 1        |
| 《交换》 周深 | QQ音乐巅峰飙升榜      | 日榜   | 1        |
| 《交换》 周深 | 酷我音乐新歌榜        | 日榜   | 1        |
| 《交换》 周深 | 酷我音乐影视金曲榜    | 日榜   | 1        |
| 《交换》 周深 | 酷狗音乐华语新歌榜    | 日榜   | 1        |
| 《交换》 周深 | 新鲜音乐流行歌曲榜    | 日榜   | 1        |
| 《交换》 周深 | QQ音乐影视金曲榜      | 周榜   | 2        |
| 《交换》 周深 | 酷我音乐星耀人气榜    | 日榜   | 2        |
| 《交换》 周深 | 酷狗音乐视频榜        | 日榜   | 2        |
| 《交换》 周深 | 由你音乐榜            | 周榜   | 4        |
| 《交换》 周深 | QQ音乐内地榜          | 周榜   | 4        |
| 《交换》 周深 | QQ音乐巅峰MV内地榜    | 周榜   | 4        |
| 《交换》 周深 | 酷我音乐飙升榜        | 日榜   | 5        |
| 《交换》 周深 | 酷狗音乐影视金曲榜    | 日榜   | 5        |
| 《交换》 周深 | 腾讯音乐由你榜剧集OST | 半年榜 | 8        |
| 《交换》 周深 | QQ音乐巅峰MV总榜      | 周榜   | 8        |
| 《交换》 周深 | QQ音乐巅峰流行指数榜  | 日榜   | 11       |
| 《交换》 周深 | 酷我音乐热评榜        | 日榜   | 12       |
| 《交换》 周深 | QQ音乐巅峰新歌榜      | 日榜   | 14       |
| 《交换》 周深 | 酷狗音乐飙升榜        | 日榜   | 19       |
| 《交换》 周深 | 马来西亚KKBOX華語新歌 | 週榜   | 27       |
| 《交换》 周深 | 新加坡KKBOX華語新歌   | 週榜   | 28       |